# Ahmed Abou-Shadi
Ahmed Farid Abou-Shadi (ar. أحمد فريد أبو شادي, ur. 28 listopada 1909 w Szibin al-Kaum, zm. ?) – egipski szermierz, trzykrotny medalista mistrzostw świata.
Podczas mistrzostw świata w Kairze w 1949 roku Egipcjanie w składzie: Ahmed Abou-Shadi, Salah Dessouki, Mohamed Abdel Rahman, Mahmoud Younes i Mohamed Zulficar zajęli trzecie miejsce w szabli drużynowej. Wynik ten powtórzyli na mistrzostwach świata w Monte Carlo w 1950 roku. Ponadto razem z Osmanem Abdelem Hafeezem, Salahem Dessoukim, Hassanem Tawfikiem, Mahmoudem Younesem i Mohamedem Zulficarem zdobył brązowy medal we florecie drużynowym na mistrzostwach świata w Sztokholmie w 1951 roku.
Wystąpił na igrzyskach olimpijskich w Londynie w 1948 roku, gdzie w szabli indywidualnej i drużynowej dotarł do ćwierćfinałów. Na rozgrywanych cztery lata później igrzyskach olimpijskich w Helsinkach w szabli drużynowej odpadł w ćwierćfinałach, a indywidualnie odpadł w pierwszej rundzie.